# 圣艾蒂安有轨电车
圣艾蒂安有轨电车（法語：Tramway de Saint-Étienne）是法国东南部城市圣艾蒂安的城市有轨电车系统，建成于1881年12月4日，是法国历史上三个的从未终止过运营的有轨电车系统之一（另外两个是马赛和里尔）。截止2019年9月，该系统共包括3条有轨电车线路，共计37个车站，线路总长度约23.3公里。

## 历史
1871年，卢瓦尔省政府批准修建圣艾蒂安工业区内的有轨电车线路，由当时的法国国家政府出资修建。1879年，两条有轨电车线路建成：
- 黑土地 ↔ 里夫德吉耶
- 拉克鲁瓦德洛尔姆 ↔ 菲尔米尼

1881年，圣艾蒂安有轨电车线路经营权下放至圣艾蒂安市政府，同时，5条新的线路投入运营：
- 市政厅 ↔ 美景
- 市政厅 ↔ 平台
- 美景 ↔ 拉迪贡尼耶尔
- 美景 ↔ 菲尔米尼
- 里夫德吉耶 ↔ 富尔内龙广场

后期，经过不断发展，圣艾蒂安有轨电车于1930年达到顶峰，线路网总长达到90公里，超过10条线路。
二战后，随着公共汽车、无轨电车以及私家车的兴起，有轨电车线路逐渐被普通公交车代替，但贯穿圣艾蒂安市中心南北的主干线却始终得以保留，并于1983年向南延长了2站，成为了法国首条新建的现代有轨电车路段。
2006年，信仰之徒与阿纳托勒·法郎士之间新建了西侧南行单线，并由此将圣艾蒂安有轨电车系统变成了5条线路。在2010年秋季的调整中，有轨电车线路经过整合变成了三条，形成了“T”型路网。
2019年11月16日，T3线由沙托克向北延伸至“罗热·罗歇-加油绿军”站（原名“热夫鲁瓦·吉夏尔”站）。

## 线路
注：线路图中的中文名称非官方正式翻译，仅供参考，相对应的法语原名可参考右侧信息栏当中的系统地图。